# LGV Marrakech - Agadir
La ligne à grande vitesse Marrakech - Agadir, communément abbréviée LGV Marrakech - Agadir, est un projet de ligne à grande vitesse visant à relier Marrakech et Agadir au Maroc.

## Contexte du projet
Depuis l'inauguration de la ligne reliant Casablanca à Marrakech le 20 mai 1920, Marrakech est demeurée le point le plus méridional du réseau ferroviaire marocain. De fait, Agadir, dont l'agglomération dépassait lors du recensement de 2014 le million d'habitants, et avec elle tout le sud marocain demeurent hors de portée du train. S'il est vrai que l'autoroute Marrakech - Agadir en juin 2010 a contribué à désenclaver Agadir, la situation est régulièrement dénoncée comme une anomalie. De surcroît, Marrakech et Agadir se sont imposées depuis le début des années 2000 comme les deux capitales touristiques du pays, rendant l'absence de liaison ferroviaire entre les deux villes préjudiciable du point de vue économique.

## Historique
Entre la fin de l'année 2004 et le début de l'année 2005, Karim Ghellab, alors ministre des transports de l'équipement du gouvernement Driss Jettou, annonce le projet de train à grande vitesse. Le maillon prioritaire du réseau annoncé est la LGV Tanger - Kénitra, inaugurée en novembre 2018, le tronçon Marrakech - Agadir étant présenté comme une étape ultérieure. L'itinéraire annoncé se démarque de celui de l'autoroute, alors également en projet, en choisissant de desservir Essaouira, ville de second rang comptant 80 000 habitants mais importante du point de vue touristique. 
En novembre 2015, le roi Mohammed VI réaffirme, à l'occasion du discours commémoratif de la Marche verte, son attachement à l'idée de relier le sud du Maroc au réseau ferroviaire dans les termes suivants : « Nous avons le rêve de construire la ligne de chemin de fer de Tanger à Lagouira afin de connecter le Maroc à l'Afrique et nous prions Dieu pour qu'il nous aide à trouver les moyens financiers pour compléter la ligne ferroviaire entre Marrakech et Lagouira ». En novembre 2019, le souverain réitère l'importance stratégique de la ligne Marrakech - Agadir en invitant le gouvernement « à une réflexion sérieuse sur l’établissement d’une liaison ferroviaire entre Marrakech et Agadir, en envisageant la perspective d’une extension ultérieure au reste des provinces du sud ». En outre, des sources officielles indiquent que celle-ci fait l'objet d'une étude de faisabilité en cours de finalisation. Aux mois de novembre et décembre 2019, des sources bien informées font état d'une intense guerre d'influence en coulisses entre la France, dont les entreprises avaient décroché l'essentiel des contrats de la LGV Tanger - Kénitra, et la Chine qui cherche à positionner la China Railway Construction, avec à la clé des tarifs compétitifs et un contrat de concession basé sur un partenariat public-privé.
Le 2 mars 2020, le bulletin officiel publie un décret ministériel autorisant l’expropriation au nom de l’utilité publique de lots de terrains situés sur la commune d’Agadir, pour y construire la future gare ferroviaire du train à grande vitesse. Ce terrain, situé dans le quartier de Hay Mohammadi, au nord-est de la ville, occupe une surface d'environ quatre hectares.
Dans le cadre d'une question orale posée à la Chambre des représentants, le ministre du transport Abdelkader Amara annonce en décembre 2020 que la ligne doit mobiliser cinquante milliards de dirhams d'ici 2040.
En mars 2022, un consortium formé autour de Korea Rail Network Authority remporte le contrat de conception de la ligne auprès de l'ONCF. Le montant est de dix milliards de wons, soit environ 32 M$ pour une distance de 230 km.